# Cầu Maha Chesadabodindranusorn
Cầu Maha Chesadabodindranusorn (tiếng Thái: สะพานมหาเจษฎาบดินทรานุสรณ์, RTGS: Saphan Mahachetsadabodinthranuson, phát âm [sa.pʰāːn ma.hǎː.t͡ɕèːt.sa.dāː.bɔ̄(ː).dīn.tʰrāː.nú.sɔ̌ːn]) là một cầu dầm cáp hỗn hợp tại huyện Mueang Nonthaburi, tỉnh Nonthaburi, Thái Lan, bắc qua sông Chao Phraya. Đây là cầu dầm cáp hỗn hợp đầu tiên tại Thái Lan. Nó nằm giữa Cầu Phra Nang Klao (ngược dòng) và Cầu Rama V (xuôi dòng), nối đường Nonthaburi 1, bên phía Đông bờ sông, và đường Bang Si Mueang - Wat Bot Don Phrom và Đường Ratchaphruek, bên phía Tây bờ sông. Cây cầu được đặt theo tên vua Nangklao, biệt hiệu của ông trước khi lên ngôi là "Chesadabodin".
Dự án có tổng chiều dài xấp xỉ 4,3 kilômét (2,7 mi), bao gồm nút giao tại đường Nonthaburi 1, với cầu dầm cáp hỗn hợp 6 làn xe, nhịp chính dài 200 mét (660 ft) và 460 mét (1.510 ft) chiều dài từ một nút giao tại đường Bang Si Mueang - Wat Bot Don Phrom, và đường dẫn 6 làn đến nút giao tại Đường Ratchaphruek. Công trình được khởi công vào tháng 5 năm 2012, sau khi bị trì hoãn 2 năm, và hoàn thành sau 30 tháng. Nó là một phần kết nối mạng lưới liên kết được phát triển bởi Cục giao thông nông thôn (DRR) tại khu vực bờ Tây, để giảm bớt giao thông trên Cầu Rama V, Cầu Phra Nang Klao và Cầu Rama IV.

## Hình ảnh

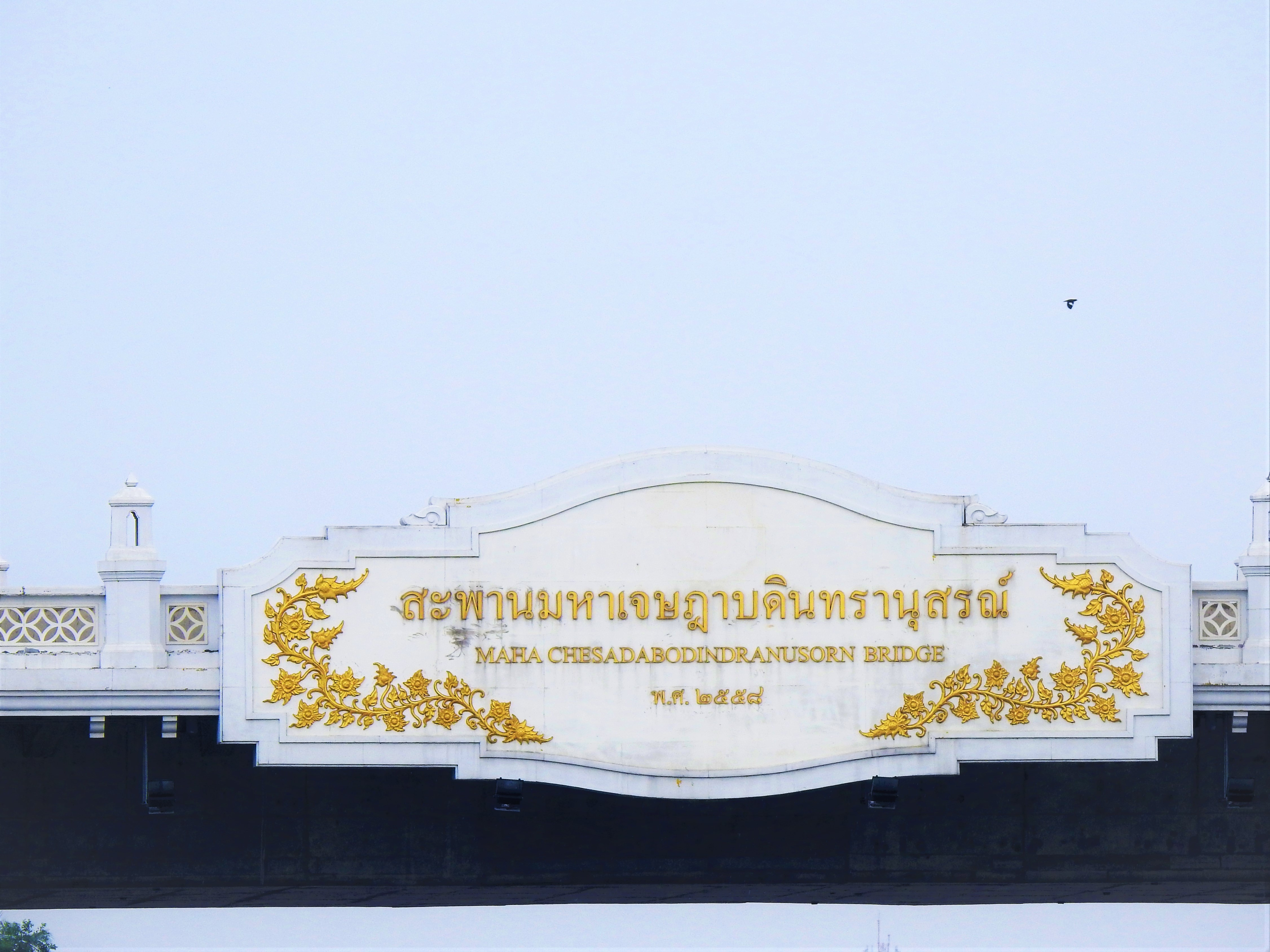
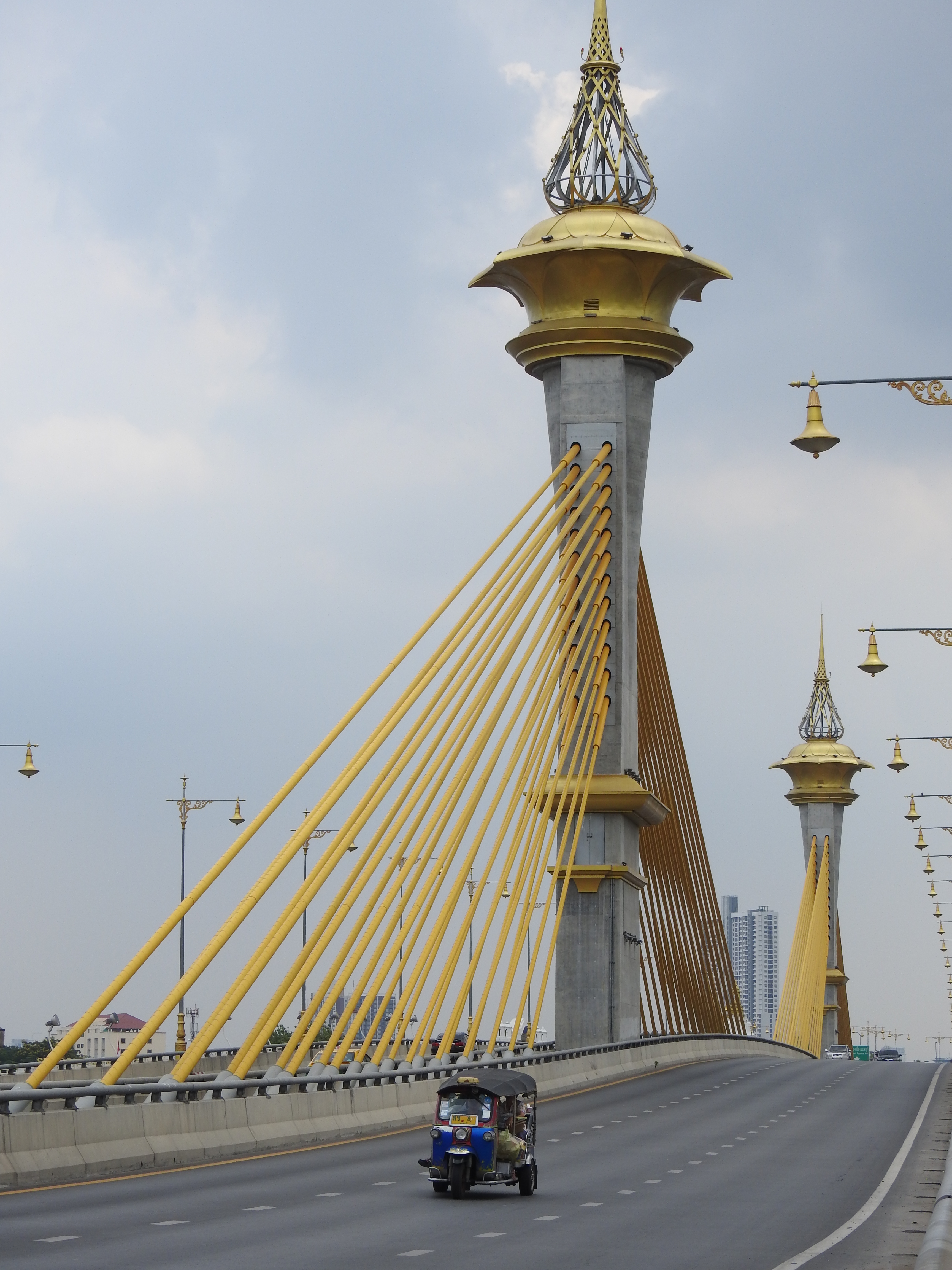
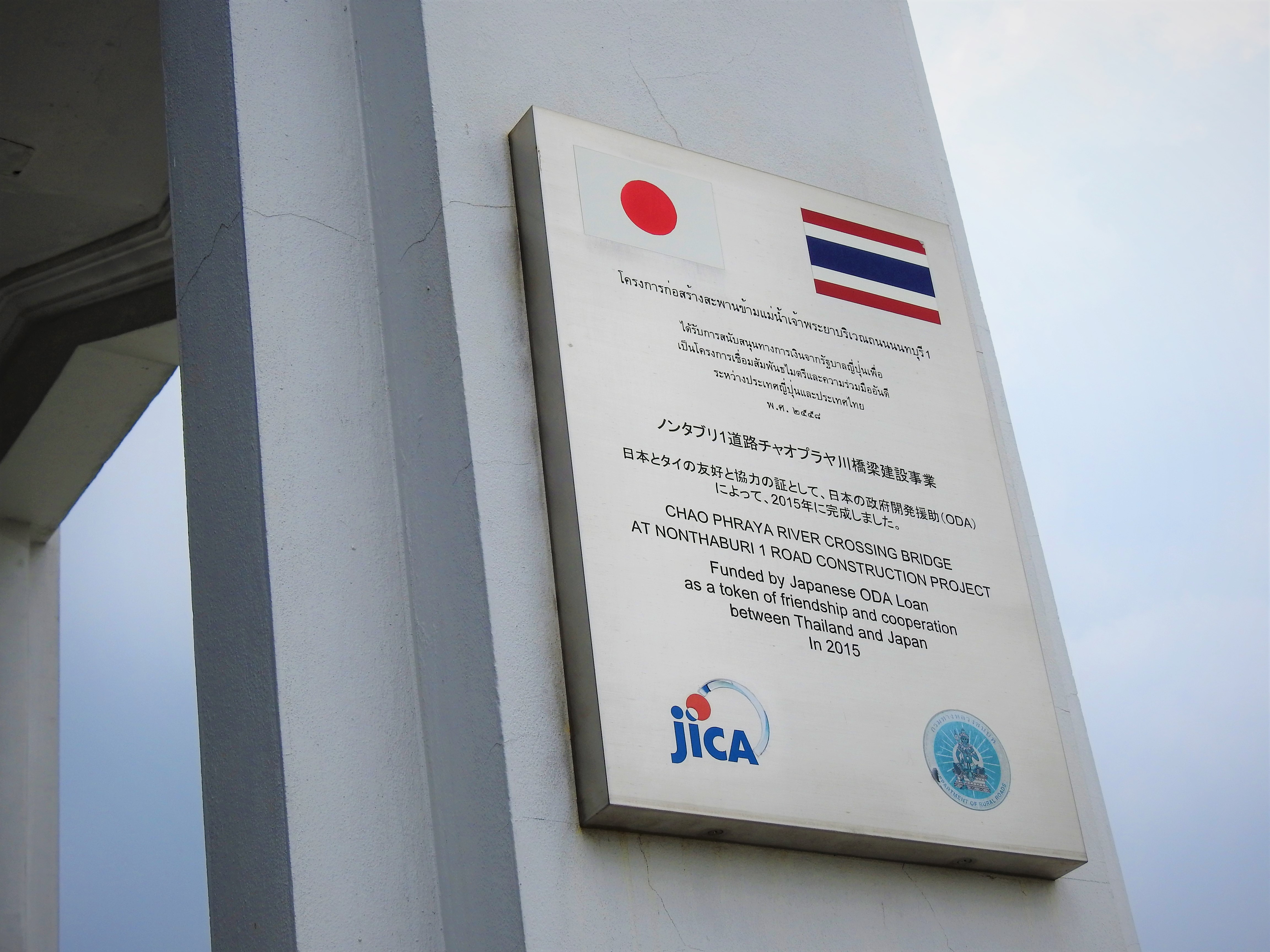
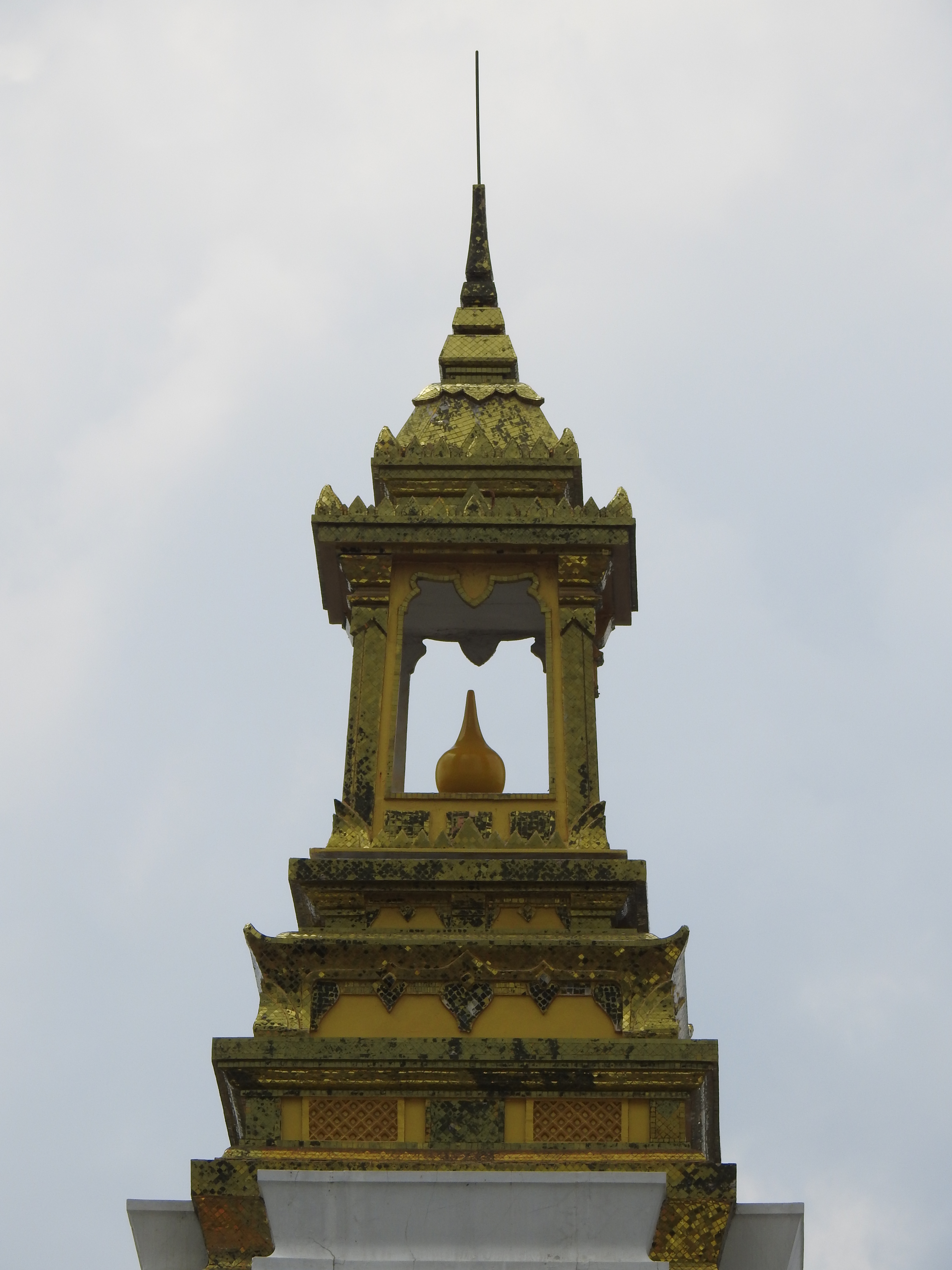
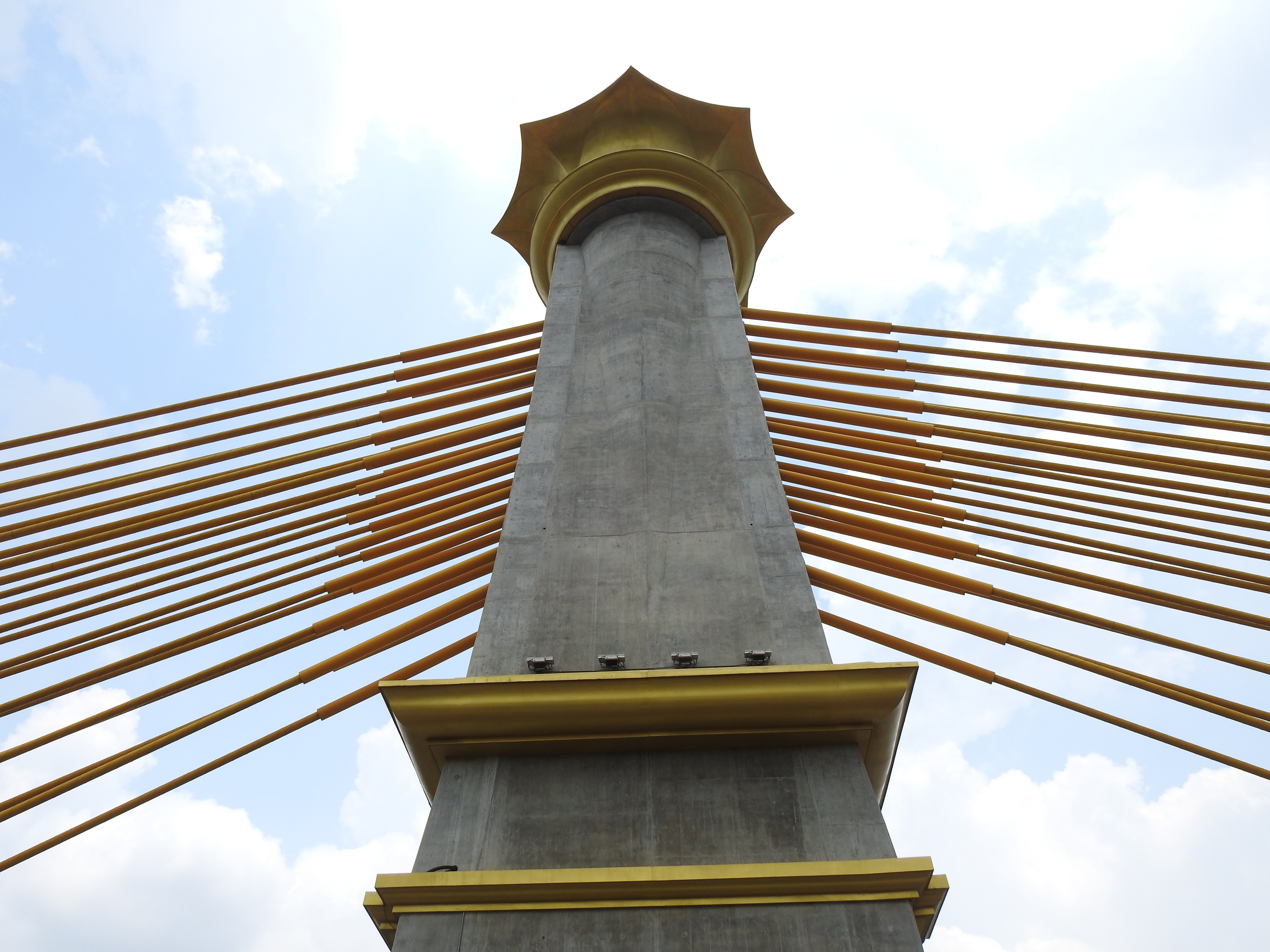